# Bildungsgeographie
Die Bildungsgeographie ist eine Teildisziplin der Humangeographie  und der sozialräumlichen Bildungsforschung. Mit den Mitteln der empirischen Forschung beschäftigt sie sich mit
- Schule und Schulentwicklung,
- Hochschulentwicklung,
- Arbeitsmarkt,
- Weiterbildung und Kultur, sowie
- der globalen Verbreitung des Wissens.

Ihre Forschungsansätze sind interdisziplinär und beziehen u. a. Ansätze aus Disziplinen wie Bildungssoziologie, Pädagogik und Bildungsökonomie mit ein. Standen in den 1960er Jahren vorrangig die Standortfragen des Bildungswesens und die ungleiche Verteilung der Bildungschancen im Mittelpunkt der Analyse (Bildungsdisparitäten), so hat sich inzwischen das wissenschaftliche Erkenntnisinteresse auf Zusammenhänge zwischen Regionalentwicklung und Hochschulen (Innovation), Arbeitsmarktdisparitäten und Wissenserwerb (-transfer) verlagert. Robert Geipel gilt als Nestor der deutschen Bildungsgeographie.